# Pasteur (stacja metra w Mediolanie)
Pasteur – stacja metra w Mediolanie, na linii M1. Znajduje się na viale Monza, w okolicy via Louis Pasteur, w Mediolanie i zlokalizowana jest pomiędzy stacjami Rovereto a Loreto. Została otwarta w 1964.